# Eliran Atar
Eliran Atar (en hébreu : אלירן עטר) est un footballeur israélien, né le 17 février 1987 à Tel-Aviv. Il évolue au poste d'attaquant au Bnei Yehoudah.

## Biographie

### En club
Eliran Atar commence sa carrière à Bnei Yehoudah. Avec ce club, il atteint la finale de la Coupe d'Israël en 2010 et dispute 7 matchs pour 4 buts en Ligue Europa.
Il est transféré en 2010 au Maccabi Tel-Aviv. Avec cette équipe, il est sacré champion d'Israël en 2013 et termine dans la foulée meilleur buteur du championnat avec 22 buts. Il dispute également 12 matchs en Ligue Europa pour 8 buts lors de son passage à Tel-Aviv.
En 2013, Eliran Atar quitte son pays natal et rejoint l'équipe française du Stade de Reims. Ne réussissant pas à s'imposer en France, seulement 11 titularisations en championnat pour un but lors de la saison 2013-14, et n'entrant pas dans les plans de Jean-Luc Vasseur, 11 minutes de temps de jeu en 2014-15, il retourne en Israël, au Maccabi Haïfa, lors du mercato hivernal.

### En équipe nationale
Eliran Atar reçoit sa première sélection en équipe d'Israël le 14 novembre 2012, lors d'un match amical face à la Biélorussie. Il entre sur le terrain à la 67e minute de jeu.

## Palmarès

### Collectif
- Bnei Yehoudah
  - Finaliste de la Coupe d'Israël en 2010

- Maccabi Tel-Aviv
  - Champion d'Israël en 2013
  - Champion d'Israël en 2019

### Individuel
- Meilleur buteur du championnat d'Israël en 2013 avec 22 buts